# Saguenay (Stadt)
Saguenay [saɡ.nɛ] ist eine kanadische Stadt in der Provinz Québec und Hauptstadt des Bezirkes Saguenay–Lac-Saint-Jean. Sie liegt am Rivière Saguenay, 180 km nördlich der Stadt Québec und 50 km östlich des Lac Saint-Jean. Die Einwohnerzahl beträgt 145.949 (Stand: 2016). Im Jahr 2011 wohnten 144.746 Menschen in Saguenay.
Die Wirtschaft basiert vor allem auf der Holzwirtschaft, der Papierproduktion und der Aluminiumproduktion. Saguenay ist der Sitz der Universität  Université du Québec à Chicoutimi (UQAC)

## Gliederung
Saguenay entstand 2002 durch die Fusion der Städte Chicoutimi, Jonquière, La Baie und Laterrière sowie der Gemeinden Canton Tremblay, Lac-Kénogami und Shipshaw. Sie ist heute in drei Arrondissements gegliedert:
- Chicoutimi (ehemalige Gebiete von Chicoutimi, Laterrière und Tremblay);
- Jonquière (ehemalige Gebiete von Arvida, Jonquière, Lac-Kénogami und Shipshaw);
- La Baie (ehemaliges Gebiet von La Baie)

## Geschichte
Am 4. Mai 1971 ereignete sich im heutigen Arrondissement Jonquière das Lawinenunglück von Saint-Jean-Vianney. Dabei wurde die Gemeinde Saint-Jean-Vianney fast vollständig zerstört und anschließend verlassen. Die Überreste sind heute eine Wüstung.

## Galerie

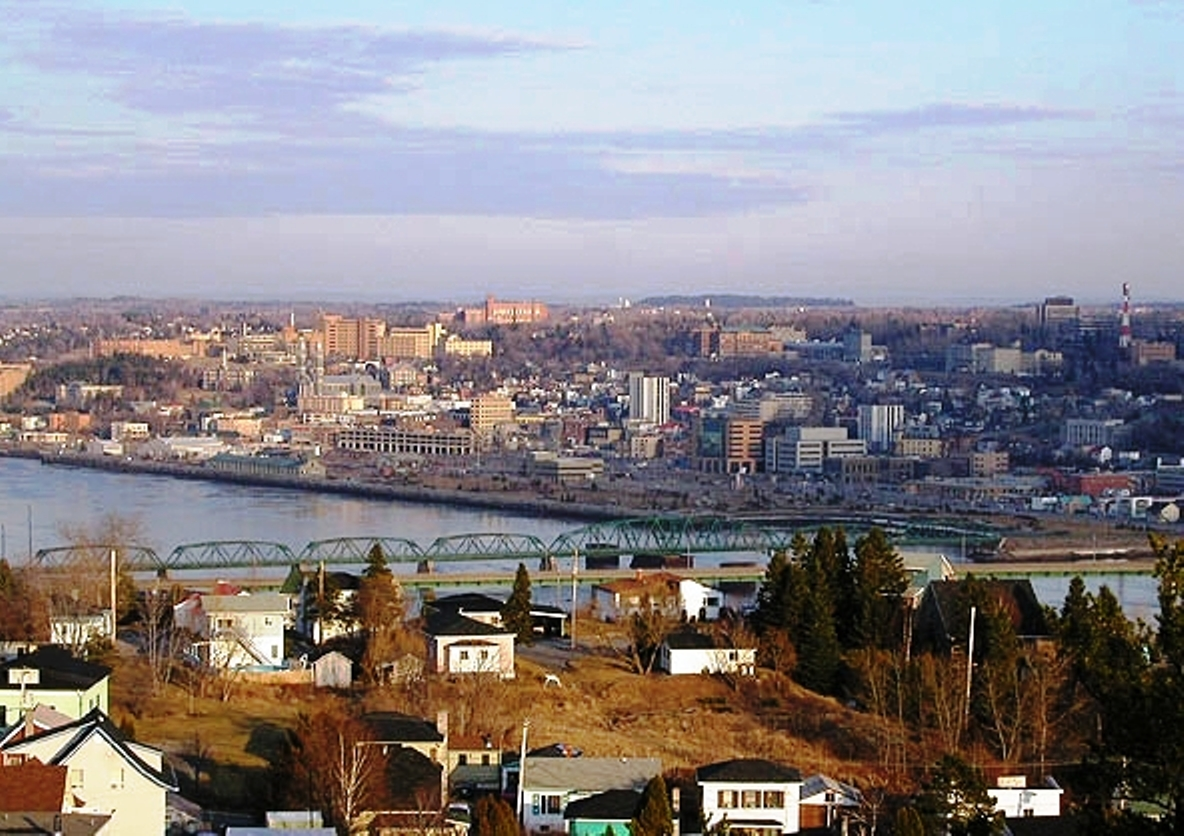
Arrondissement de Chicoutimi (67 996)
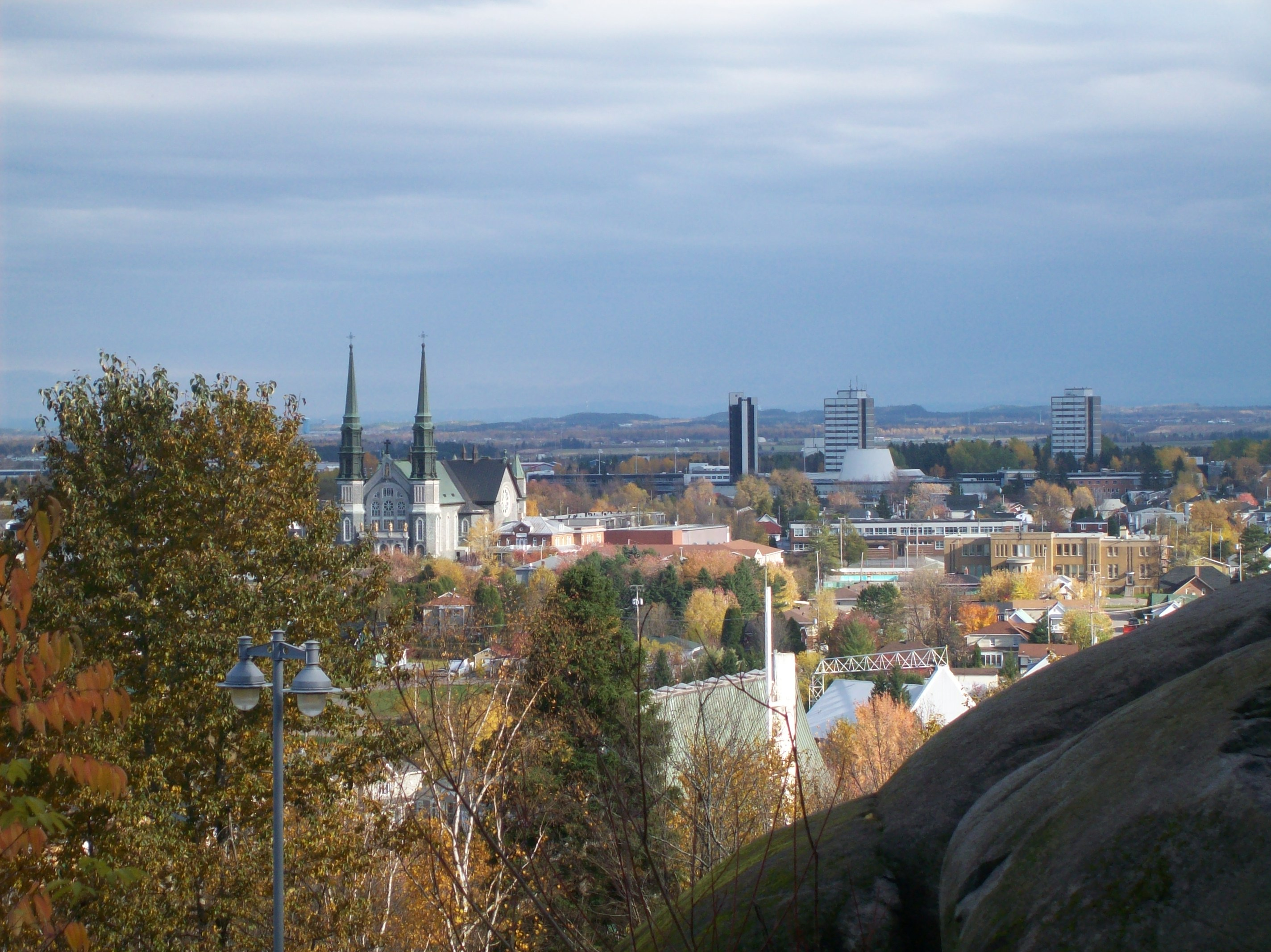
Arrondissement de Jonquière (59 517)

## Söhne und Töchter der Stadt
- Lorraine Vaillancourt (* 1947), Pianistin, Dirigentin und Musikpädagogin
- Jean-Pierre Blackburn (* 1948), Politiker
- Denis Dupéré (1948–2019), Eishockeyspieler
- Bernard Jean (1948–2017), Oboist und Musikpädagoge
- Serge Poitras (* 1949), römisch-katholischer Geistlicher, Bischof von Timmins
- Rémy Girard (* 1950), Schauspieler
- Marie-Josée Simard (* 1956),  kanadische Perkussionistin und Musikpädagogin
- Lou Simard (* 1962), Regisseurin, Musikerin und Theaterautorin
- Michel Langevin (* 1963), Schlagzeuger und Grafikdesigner
- Jean Paquet (* 1964), Biathlet
- François Boivin (* 1982) in Jonquière, Snowboarder
- Antoine Duchesne (* 1991), Radrennfahrer